# 豹マン
『豹マン』（ジャガーマンまたはひょうマン）は、ピー・プロダクションが企画した特撮キャラクター。読みの異なる2作品が存在する。

## 豹（ジャガー）マン
1967年8月にピー・プロダクションが製作した、特撮巨大ヒーロー番組のパイロットフィルム。約15分、カラー。
経緯
前作『マグマ大使』を成功させたピー・プロダクションは次の作品として、原作に頼らないオリジナル企画をフジテレビに持ち込むため、本作が制作された。
パイロットフィルムのスタッフ・キャストは『マグマ大使』から引き継いでいる。実物大の怪獣の頭や、渡辺善夫による作画合成とミニチュアセット、アニメーション合成を駆使した特撮などを見せ場に、フジテレビに持ち込まれた。これに並行してコミカライズ版が「冒険王」（秋田書店）誌上で連載された。しかし秋田書店とは別に掲載権を持っていた講談社から、「もっと野獣的なイメージが欲しい」と回答を受け、企画は再検討となる。
ストーリー
「マントルゴッド」率いる地底人類マントルの魔の手から地球を守るため、バビロニア星からやってきた豹（ジャガー）マンが、マントル帝国の大幹部の「マントルシグマ」操る大怪獣と戦う。
スタッフ
- プロデューサー：斉藤正勝
- 監督：船床定男
- 脚本：高久進
- 撮影：菊地奛
- 照明：榑松良司
- キャラクターデザイン：江波譲二
- ナレーター：浦野光
- アクション：JFA

キャスト
- 銀河系太郎：魚住鉄也（声：納谷六朗）
- 本郷春雄：江木俊夫
- 藤波千鶴：高見エミリー
- 藤波博士：小栗一也
- チー坊：不明（声：松島みのり）
- シグマ(声)：森山周一郎

キャラクターとしての豹（ジャガー）マン
金色の抽象的な豹の仮面と、白いタイツ地の衣装のマントヒーローである。等身大では念力や手榴弾で戦うが、「バビロニアの神よ！ジャガーマンに力を与え給え！」のかけ声で巨大化して戦うことも可。
マイクロバスから変形する水陸空万能マシン「オールマイティーカー」という超兵器を持っている。
- マスクの造形は高山良策による。
- 仮面が金色なのは前年に公開された映画『黄金バット』の影響であった。

漫画
- 『冒険王』1967年10月号から1968年3月号連載 作画：永島慎二・林久男

## 豹（ひょう）マン
『豹（ジャガー）マン』の後を受けて製作された、等身大ヒーローのパイロットフィルム作品。豹マンのアクション以外は、イラストでの紹介というもので、監督は小嶋伸介。約10分、カラー。
経緯
『豹（ジャガー）マン』の企画に、当時「少年マガジン」の編集長だった内田勝が参加。企画修正され、1967年12月から売り込みを開始した。一旦『怪獣王子』の後番組に決定し、1968年4月よりの放映予定で少年誌でも特集が組まれたが、フジテレビの編成人事による事情で停滞し、第一次怪獣ブームが沈静化したことからお蔵入りとなる。しかし、設定そのものはのちの『風雲ライオン丸』『鉄人タイガーセブン』に生かされる。
ストーリー
私立探偵・秋月光太郎はマントル人類の手にかかり、瀕死の身となるが、滝村博士の霊薬「X300」で蘇生し、豹（ひょう）マンとなる。
キャラクターとしての豹マン
武器は、滝村博士発明の真空マントによる切断や髭を針のように飛ばす「髭針」。
こちらの豹マンも「オールマイティーカー」を持っているが、ミニチュアの形状は大幅に変わっている。
- マスクは後年のタイガージョーやタイガーセブンに共通する、豹そのものの「ネコ科動物」タイプで、高山良策が造形。変身シーンは、実写の秋月光太郎の顔や手に毛を貼りつけるなどのメイクを施しながらのコマ撮りや、リアルなアニメ合成で徐々に豹の毛が描き加えられるという、怪奇映画の『狼男』のようなビジュアルとシチュエーションだった。

豹（ひょう）マンの漫画連載
- 『週刊少年マガジン』1967年42号から1968年17号連載 作画：南波健二（原作：宮崎惇）
- 『ぼくら』1968年新年号付録から7月号付録連載 作画：桑田次郎
- 『冒険王』1968年4月号 作画：永島慎二・林久男→1968年5月号から8月号井上智
- 『たのしい幼稚園』1968年1月号から5月号連載 作画：久松文雄

なお、2005年にマンガショップ（販売元:パンローリング）より単行本として上下巻で単行本化されている（上巻には南波版・下巻には桑田版が採録）。
- 『豹マン 上』（2005年3月4日発行） ISBN 4-7759-1028-0
- 『豹マン 下』（2005年4月4日発行） ISBN 4-7759-1027-2

## 後年の作品への影響
いずれの企画も実現には至らなかったが、その後のピー・プロ作品に大きな影響を与えている。
1971年の『宇宙猿人ゴリ（スペクトルマン）』は本作品の企画を継承しており、金色のマスク・等身大ヒーローと巨大ヒーローを兼ねた部分はスペクトルマンに、動物マスクのキャラクターはゴリにそれぞれ引き継がれている。「マンドー」と「グレートマグモン」が、「ゼロン」と「ミドロン」として登場している。さらに「ゼロン」は、後に身体を赤く塗りなおして改造され、同作にマグマザウルスとしても再登場している。
モチーフを豹からライオンへ、そして時代劇へと大幅な変更を経た『快傑ライオン丸』（1972年）としてテレビシリーズ化を果たし、ネコ科の猛獣をモチーフにしたヒーローの路線を築く。
『豹（ジャガー）マン』の敵、「マントルゴッド」の設定の一部は『風雲ライオン丸』（1973年）に流用されている。
1980年に外国との共同制作で再び猫科の猛獣をモチーフにしたヒーローが登場するSF作品の『シルバージャガー』が企画され、パイロットフィルムが製作された。

## 映像ソフト
1980年代に株式会社SHOWAから、『豹（ジャガー）マン』と『豹（ひょう）マン』の両方を収録したビデオソフト（9800円、品番：SOW9）が発売され、ピープロの通販などで販売された。
オープニングや本編のダイジェスト映像は、以下の映像ソフトに収録されている。
- 東映ビデオ「TVヒーロー主題歌全集9 ピープロ編」（VHS）
- ハミングバード「ピー・プロ テーマ&変身コレクション」（VHS・LD）
- 株式会社SHOWA「シルバージャガーの誕生」（VHS）

DVD版やBD版は未発売である。

## エピソード
- 『豹（ジャガー）マン』で使用されたぬいぐるみ怪獣「マンドー」と人形アニメ用モデル「グレートマグモン」のうち、「マンドー」はアニメ作品『ちびっこ怪獣ヤダモン』（1968年）に怪獣「ゼロン」として実写合成で登場[10]。
- 『豹（ジャガー）マン』に登場した渡辺善夫によるマントルゴッドの合成画は、『風雲ライオン丸』（1973年）に流用されている。
- 高山良策は3種類の豹マンを造形したが、1種類のマスクは映像未使用に終わっている[7]。